# Gornje Biosko (Republika Serbska)
Gornje Biosko (cyr. Горње Биоско) – wieś w Bośni i Hercegowinie, w Republice Serbskiej, w mieście Sarajewo Wschodnie, w gminie Istočni Stari Grad. W 2013 roku liczyła 96 mieszkańców.